# Erasmus Quellinus il Vecchio
Erasmus Quellinus il Vecchio (Sint-Truiden, 1580 – Anversa, 1640) è stato uno scultore fiammingo, capostipite di un'importante dinastia di artisti anversesi.

## Biografia
Noto principalmente per i suoi lavori basati sull'arte classica, creò fregi e decorazioni ornamentali per palazzi e copie di sculture classiche, oltre ad alcune sculture di produzione propria di cui oggi non rimangono però esempi. 
Sposò Betje van Uden, sorella di Lucas van Uden, ed ebbe tre figli: il pittore e incisore Erasmus Quellinus il Giovane, il celebre scultore Artus Quellinus il Vecchio e il pittore e incisore Hubertus Quellinus.
Nel 1641 sua figlia Cornelia Quellinus  sposò il suo allievo, lo scultore Pieter Verbruggen il Vecchio.
Entrò a far parte della Corporazione di San Luca di Anversa nel 1606, dove insieme ad altri artisti lavorò per la ricostruzione o restauro dei mobili delle chiese andati distrutti durante l'iconoclastia. Il suo lavoro fu fortemente influenzato dalla bottega dei De Nole. 
Nel 1635 è stato incaricato di progettare il pulpito della cappella del Sint-Elisabeth Gasthuis ad Anversa, che costituì un esempio del primo barocco in città. In seguito dal 1640 al 1642 realizzò, in collaborazione col figlio Artus Quellinus il Vecchio il pulpito della chiesa di San Gummaro a Lier.
Fu il maestro di Melchior Charles, Wallerant Vaillantt, Joos Sterck (1607); Rombout Claes (1609); Melchior van der Lanen (1612); Hans Franscoys (1614); Hans Bernaert (1615) e Christoffel de la Fontaine (1633-34).